# Platygaster ericeti
Platygaster ericeti är en stekelart som beskrevs av Camillo Rondani 1877. Platygaster ericeti ingår i släktet Platygaster och familjen gallmyggesteklar. Inga underarter finns listade i Catalogue of Life.